# Occupazione tedesca della Lituania

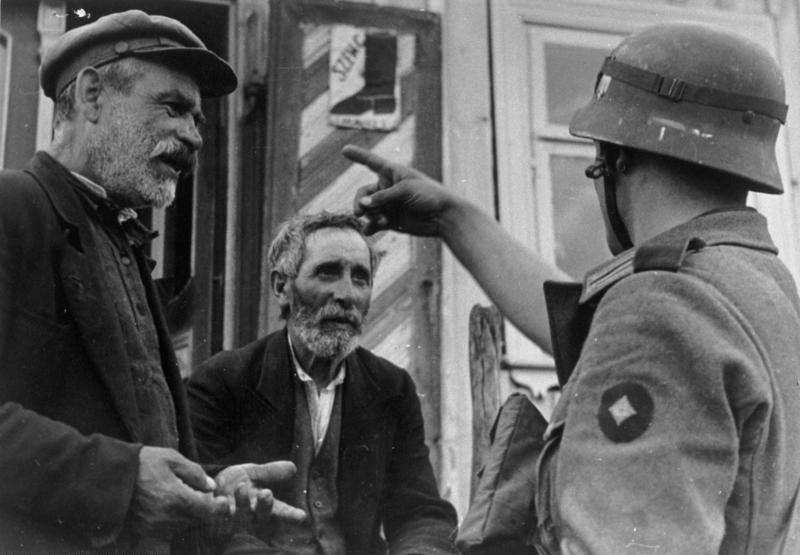
Ebrei lituani e un soldato tedesco durante l'Olocausto in Lituania (24 giugno 1941)

L'occupazione della Lituania da parte della Germania nazista durò dall'invasione tedesca dell'Unione Sovietica avvenuta il 22 giugno 1941 fino al termine della battaglia di Memel del 28 gennaio 1945. Inizialmente i tedeschi furono accolti come liberatori dai lituani, che erano stati occupati dall'Unione sovietica a seguito del patto Molotov-Ribbentrop. Nella speranza di ristabilire l'indipendenza o di riguadagnare una certa autonomia, i lituani organizzarono un proprio governo provvisorio. Presto però il loro atteggiamento nei confronti dei tedeschi si trasformò in resistenza passiva.

## Contesto storico

### Patto Molotov – Ribbentrop

I cambiamenti territoriali che coinvolsero la Lituania nel periodo interbellico e nei primi anni del conflitto. In nero i confini attuali

Nell'agosto 1939, l'Unione Sovietica e la Germania nazista firmarono il patto di non aggressione tedesco-sovietico e il suo protocollo segreto, in virtù del quale l'Europa centrale e orientale sarebbero state divise per sfera di influenza. La Lituania fu inizialmente assegnata alla Germania, probabilmente a causa della sua dipendenza economica dal commercio con Berlino. Al tempo dell'ultimatum del marzo 1939 relativo alla regione di Klaipėda, il 75% delle esportazioni lituane avvenivano verso la Germania, da cui la Lituania riceveva l'86% delle sue importazioni. Per consolidare l'influenza tedesca, Hitler propose un'alleanza militare tedesco-lituana contro la Polonia e promise di restituire la regione di Vilnius; tuttavia, la Lituania mantenne una politica di rigorosa neutralità. Quando la Germania invase la Polonia nel settembre del 1939, la Wehrmacht acquisì il controllo del Voivodato di Lublino e del Voivodato di Varsavia orientale, i quali erano nell'orbita sovietica. Per compensare la Russia di questa perdita, un codicillo segreto dell'accordo di amicizia e di frontiera tedesco-sovietico cedette la Lituania alla sfera di influenza sovietica. Tale evento permise a Mosca di avere una giustificazione per l'occupazione del Paese baltico il 15 giugno 1940 e per l'istituzione della RSS Lituana.

### Occupazione sovietica
Il giorno seguente alla stipula dell'accordo di amicizia e di frontiera tedesco-sovietico, l'URSS comunicò alla Lituania la volontà di stabilire basi militari sovietiche sul territorio del Paese baltico in cambio di 6.880 km² che facevano parte del Voivodato di Wilno ed erano stati invasi dai russi il cui capoluogo era appunto Vilnius. I territori erano stati contesi per circa vent'anni: la rottura delle relazioni diplomatiche tra Polonia e Lituania era infatti avvenuta a seguito della crisi generata dall'ammutinamento di Żeligowski e dalla costituzione dello Stato fantoccio noto come Lituania centrale. Durante le negoziazioni, l'esitante delegazione lituana fu messa al corrente della ripartizione accordata con i tedeschi sulle sfere di influenza e fu intimato di prendere posizione in quanto, se la Lituania avesse rifiutato, Vilnius sarebbe stata annessa alla Bielorussia. Date le circostanze, fu firmato un patto di assistenza reciproca tra la Lituania e l'URSS a Mosca il 10 ottobre 1939: a ciò seguì la possibilità da parte dell'Armata Rossa di accedere ai confini lituani. Fu inviato un totale di 18.786 truppe in posizioni strategicamente importanti della nazione: Alytus, Prienai, Gaižiūnai e Naujoji Vilnia. Il trattato sovietico-lituano è stato descritto dal New York Times come un "sacrificio per preservare un'indipendenza virtuale".
Patti simili furono proposti alla Lettonia, all'Estonia e alla Finlandia. Quest'ultima fu l'unica nazione a rifiutare la proposta e a doversi scontrare con i sovietici nella cosiddetta Guerra d'inverno. Il conflitto ritardò i piani di occupazione della Lituania: i sovietici non interferirono con la politica interna lituana e i soldati russi osservarono gli accordi precedentemente stipulati. Con la caduta della Finlandia a marzo e la campagna di Francia che permetteva di tenere gli occhi del mondo puntati altrove, i sovietici iniziarono a farsi più minacciosi, accusando i lituani del presunto rapimento di due soldati sovietici a Vilna. Nonostante i tentativi lituani di negoziare e risolvere la diatriba pacificamente, l'Unione Sovietica emise un ultimatum il 14 giugno 1940. I lituani, incapaci di predisporre una resistenza adeguata, accettarono l'ingresso dell'esercito sovietico che assunse il controllo delle principali città il 15 giugno. Il giorno seguente identici messaggi furono lanciati alla Lettonia e all'Estonia. Per legittimare l'occupazione i sovietici organizzarono elezioni truccate per eleggere i cosiddetti Seimas del popolo, i quali proclamarono poi l'istituzione della Repubblica Socialista Sovietica Lituana. Secondo la versione storiografica sovietica, tale evento storico sancì la volontaria e legittima pronuncia da parte del popolo lituano ad unirsi alla Russia. I Paesi occidentali non riconobbero la validità dell'annessione.

### Repressioni sovietiche

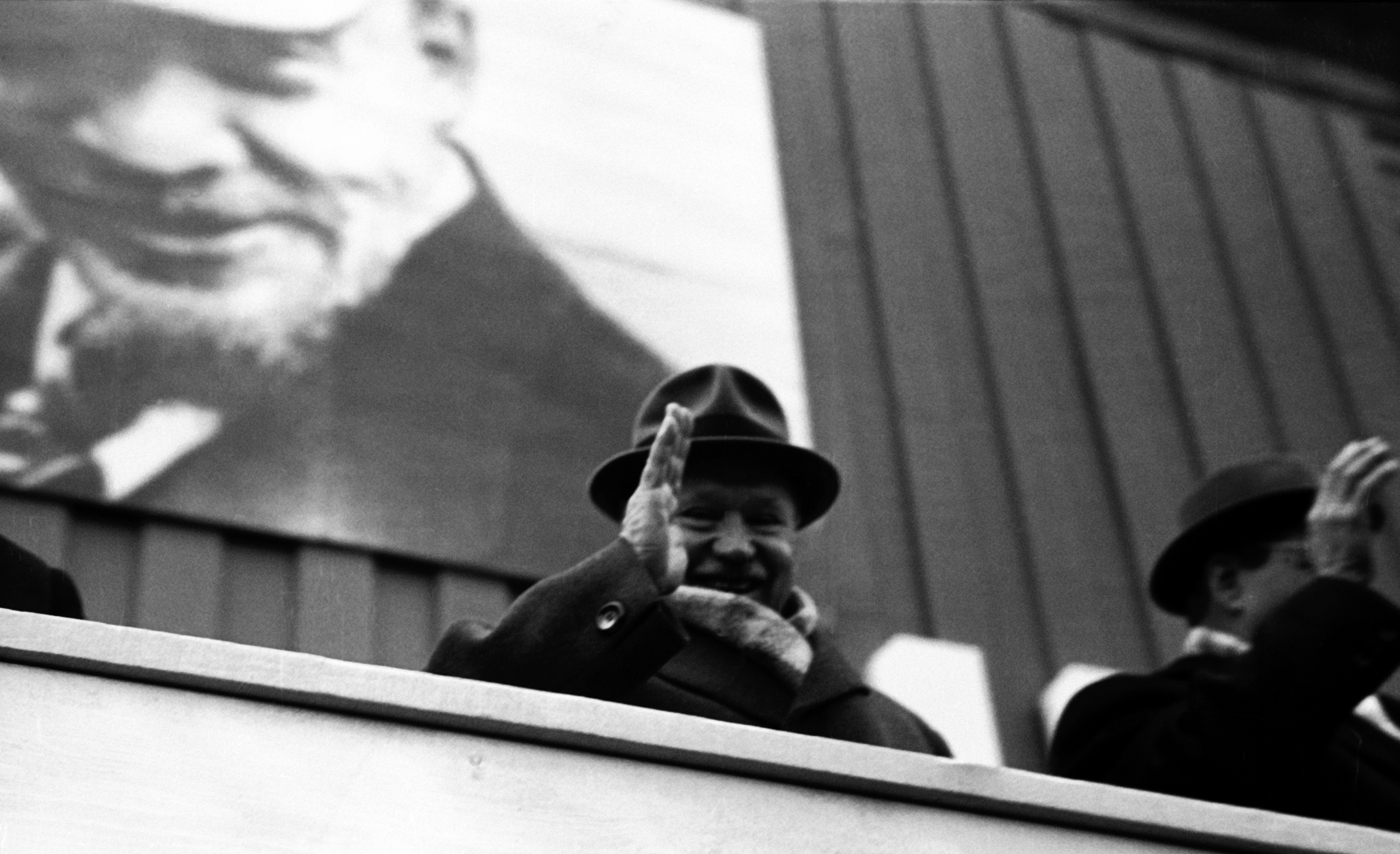
Il capogruppo del Partito Comunista Lituano Antanas Sniečkus assistette alle prime deportazioni di massa di lituani nel giugno 1941

Poco dopo l'inizio dell'occupazione, furono attuate misure filo-sovietiche nei Paesi baltici. Nel corso del giugno 1941 tutte le organizzazioni politiche, culturali e religiose furono chiuse, con la sola eccezione del Partito Comunista della Lituania e delle istituzioni ad esso strettamente legate. Si procedette a nazionalizzare tutte le banche (compresi tutti i conti superiori a 1.000 litas), immobili di dimensioni superiori a 170 m², imprese private con più di 20 lavoratori o più di 150.000 litas di utile. Solo il 10% delle attività commerciali rimase in mano a privati. Questa interruzione nella gestione e nelle operazioni generò un forte calo della produzione. Il rublo divenne presto una valuta ben accettata dai commercianti locali con il risultato che presto vi furono enormi carenze di beni. L'industria non era un settore assai sviluppato nel Paese, pertanto le riforme si concentrarono sul settore primario, anche su spinta del leader del Partito Comunista della Lituania Antanas Sniečkus. Per non coalizzare i piccoli contadini contro i grandi proprietari terrieri, la collettivizzazione non fu introdotta in Lituania. Tutta la terra fu nazionalizzata, le aziende agricole ridotte a 30 ettari e i possedimenti extra (in totale circa 575.000 ettari) fu ridistribuita a beneficio dei piccoli agricoltori. Il litas lituano fu deprezzato artificialmente di 3-4 volte (1 litas valeva 0,9 rubli anziché i 3-5 dei mesi precedenti) il suo valore reale e ritirato poco prima della fine del marzo 1941. Prima delle elezioni del parlamento del popolo, i sovietici arrestarono circa 2.000 tra i più importanti attivisti politici. Quest'operazione paralizzò qualsivoglia tentativo di costituire gruppi antisovietici. Si stimano 12.000 prigionieri etichettati alla stregua di "nemici del popolo". Quando gli agricoltori non furono in grado di far fronte alle nuove esorbitanti tasse, circa 1.100 tra quelli più abbienti furono processati. Tra il 14 e il 18 giugno 1941, meno di una settimana prima dell'invasione nazista, circa 17.000 lituani furono deportati in Siberia, dove molti morirono a causa delle assolutamente precarie condizioni di vita. Le deportazioni di Stalin inclusero anche migliaia di ebrei lettoni: i trasferimenti raggiunsero quota 131.500 se si considerano anche la Lettonia e l'Estonia. Alcuni tra gli svariati prigionieri politici furono massacrati dall'Armata Rossa in ritirata. Queste persecuzioni fomentarono un forte sentimento anti-sovietico.

## Invasione della Germania e rivolte lituane

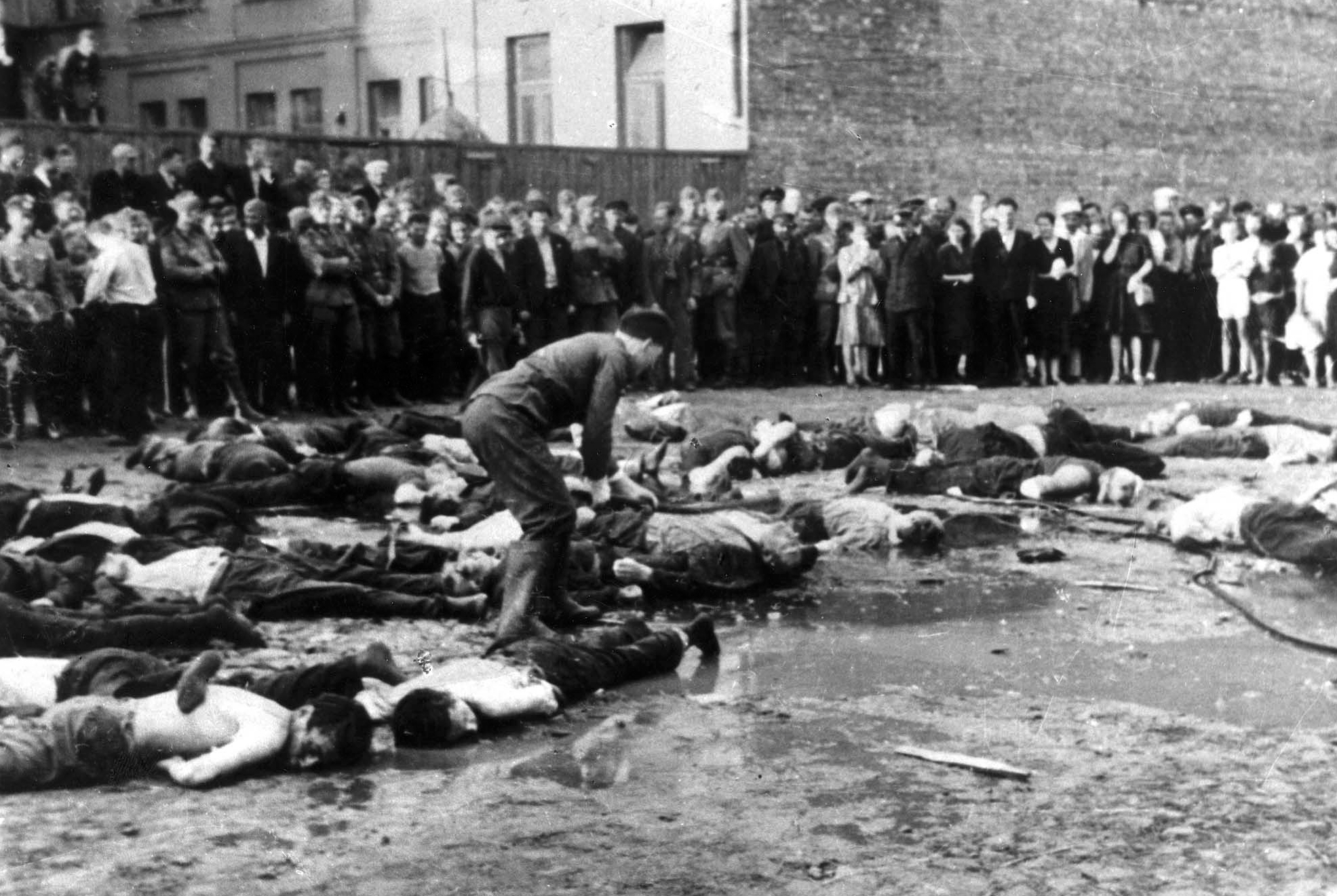
Pogrom di Kaunas nella Lituania occupata dai tedeschi, giugno 1941. Fotografia attribuita a Wilhelm Gunsilius.

Il 22 giugno 1941, il territorio della RSS Lituana fu invaso da due gruppi dell'esercito tedesco che avanzavano: l'Heeresgruppe Nord, che occupò la Lituania occidentale e settentrionale, e l'Heeresgruppe Mitte, che occupò la maggior parte della regione di Vilnius. I primi attacchi furono messi in atto dalla Luftwaffe contro le città lituane e provocarono la morte di più di 4.000 civili. La maggior parte degli aerei russi fu distrutta prima ancora di decollare. I nazisti avanzarono in modo celere, incontrando solo la sporadica resistenza dei sovietici e svariati sostenitori lituani, i quali li consideravano alla stregua di liberatori e speravano nel ripristino dell'indipendenza o quanto meno nel riconoscimento di uno status speciale.
I lituani riuscirono a procurarsi gli armamenti nel corso di una rivolta anti-sovietica e pro-indipendentista. Gruppi di uomini si organizzarono spontaneamente e assunsero il controllo di punti strategici (quali ferrovie, ponti, sistemi di comunicazione, magazzini di cibo e altre attrezzature) proteggendoli dal potenziale sabotaggio sovietico. Kaunas, capitale provvisoria della Lituania per quasi un ventennio (poiché Vilnius era in mano ai polacchi), fu espugnata dai ribelli del Fronte Attivista Lituano (in lituano Lietuvos Aktyvistų Frontas o, più semplicemente, LAF). Kazys Škirpa, leader del LAF, aveva premeditato la rivolta almeno dal marzo 1941. Gli attivisti proclamarono l'indipendenza della Lituania e istituirono un governo provvisorio il 23 giugno. Vilnius fu presa dalle truppe del 29º Corpo di Fucilieri Lituano, ex soldati dell'esercito lituano indipendente, che lasciarono l'Armata Rossa al proprio destino. Gruppi più piccoli e meno organizzati spuntarono in altri insediamenti e nelle campagne.
La battaglia di Raseiniai iniziò il 23 giugno quando i sovietici tentarono di allestire un contrattacco con il supporto dei carri armati, ma ne uscirono pesantemente sconfitti il 27: la superiorità fu tale da non essere stata necessaria la presenza della Luftwaffe. Si stima che la rivolta abbia coinvolto circa 16.000-30.000 cittadini e abbia causato la morte di circa 600 lituani e 5.000 attivisti sovietici. Il 24 giugno, i tedeschi entrarono a Kaunas e Vilnius senza combattere. Nel giro di una settimana, i teutonici avevano acquisito la Lituania al prezzo di 3.362 perdite.

## Gestione tedesca

### Amministrazione

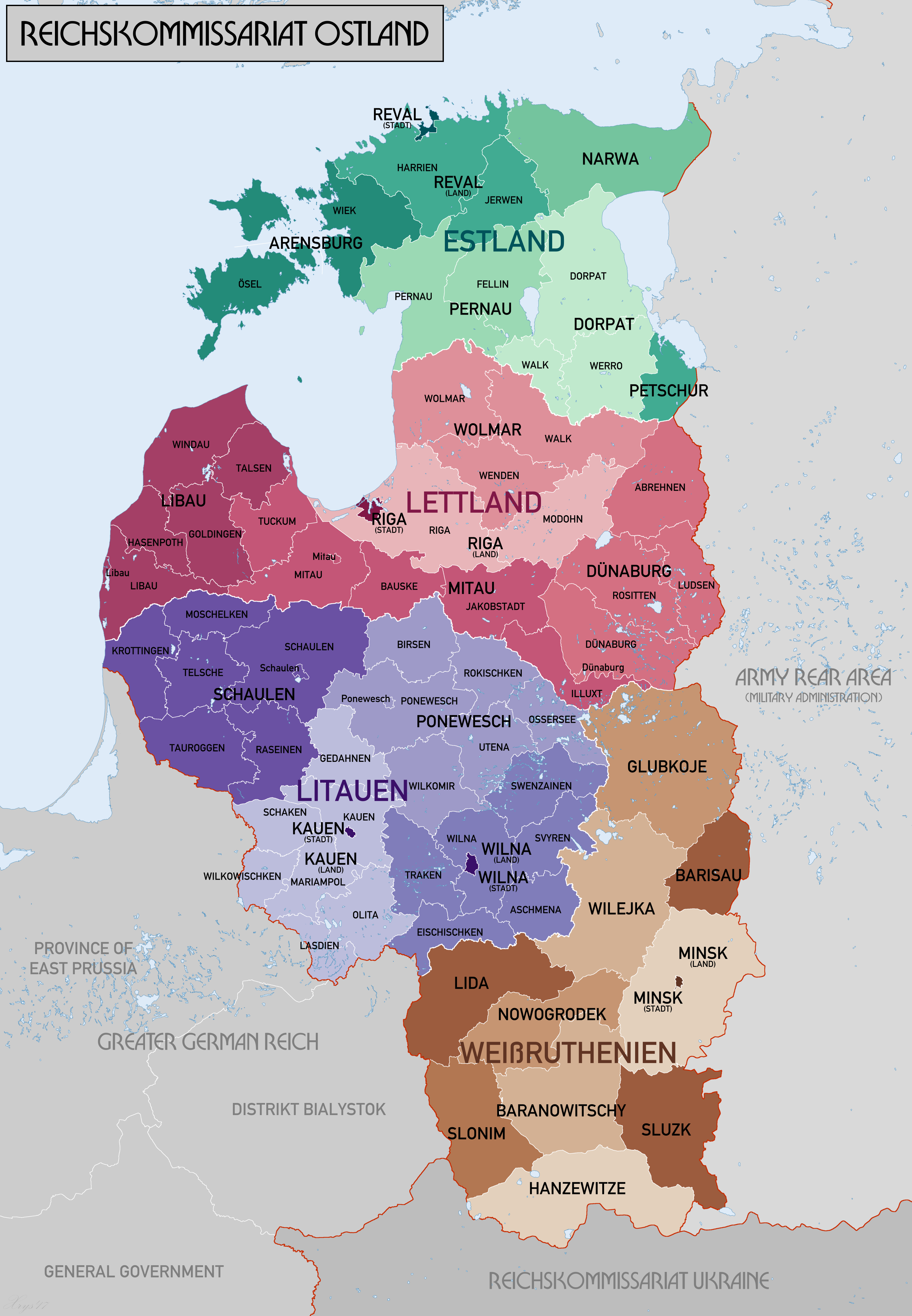
Mappa amministrativa del Reichskommissariat Ostland

Durante i primi giorni di guerra, l'amministrazione militare tedesca, principalmente preoccupata per la sicurezza della regione, tollerò i tentativi lituani di fondare proprie istituzioni amministrative e lasciò una serie di questioni civili ai lituani. Il governo provvisorio di Kaunas provò a far sì che la Lituania potesse operare come Stato sovrano e che potesse lasciarsi alle spalle il regime sovietico. Durante le sei settimane della sua esistenza, il governo emise circa 100 leggi e decreti, i quali in gran parte non furono applicati. Le proposte presentavano carattere antisovietico e/o antisemita. Il governo organizzò forze volontarie, note come Tautinio Darbo Apsaugos Batalionas (TDA), affinché si potesse ricostituire un regolare esercito lituano. Il battaglione fu presto però impiegato dall'Einsatzkommando 3 e dal Rollkommando Hamann per le esecuzioni di massa degli ebrei lituani nel Nono Forte. Nello stesso momento le unità paramilitari guidate dal famigerato Algirdas Klimaitis si misero in azione a Kaunas e nel circondario.
I tedeschi non riconobbero il governo lituano e a fine luglio istituirono una propria amministrazione civile - il Reichskommissariat Ostland, diviso in quattro Generalbezirk. Adrian von Renteln divenne il commissario del Generalbezirk Litauen e assunse tutte le funzioni del governo, causando le dimissioni di quello provvisorio il 5 agosto; alcuni ministri divennero Consiglieri generali (in lituano generalinis tarėjas) e furono incaricati nella gestione di nuclei amministrativi minori. I tedeschi non avevano abbastanza uomini per gestire l'amministrazione locale; pertanto, la maggior parte degli uffici era diretta da lituani. Le decisioni politiche venivano prese da ufficiali di alto rango per poi essere attuate dai baltici. Solitamente, i consiglieri generali erano teste di legno che i tedeschi erano soliti incolpare per decisioni impopolari. Tre dei consiglieri si dimisero dopo pochi mesi, altri quattro furono deportati nel campo di concentramento di Stutthof quando si opposero a diverse proposte politiche tedesche. Nel complesso, l'autogoverno locale risultò piuttosto organizzato in Lituania e contribuì a sabotare o ostacolare diverse iniziative naziste, tra cui la creazione di un'unità Waffen-SS o l'invio di cittadini che fungessero da forza lavoro in Germania.

### L'Olocausto

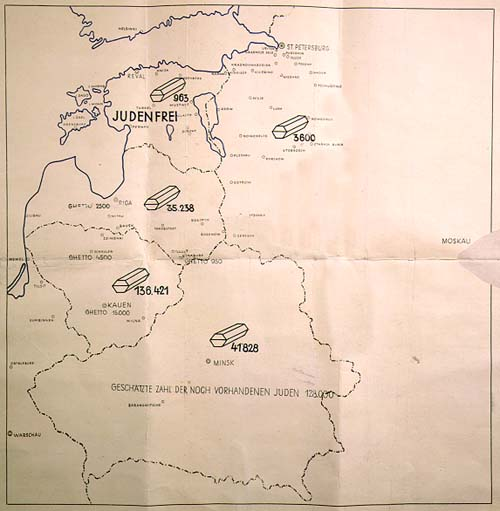
La mappa allegata a un rapporto del gennaio 1942 di Franz Walter Stahlecker, comandante dell'Einsatzgruppe A, mostra il numero di ebrei uccisi nel Reichskommissariat Ostland. La Lituania conta 136.142 morti

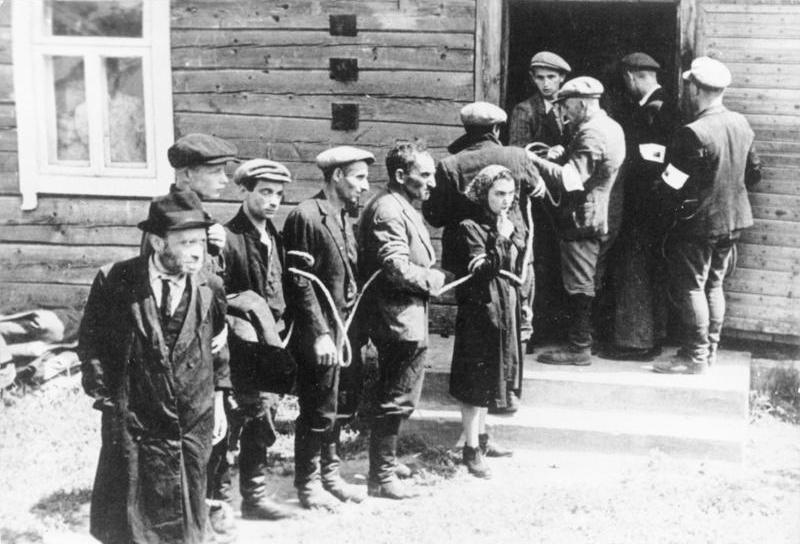
Collaboratori lituani (con insegne bianche sul braccio) arrestano gli ebrei nel luglio 1941

Prima dell'occupazione nazista, la Lituania era la patria di circa 220.000 o 250.000 ebrei ed era uno dei più grandi centri di teologia, filosofia e apprendimento ebraici che erano persino antecedenti all'epoca in cui visse Gaon di Vilna (si parlava di Vilnius come della Gerusalemme lituana). La Shoah in Lituania può essere divisa in tre fasi:
- Esecuzioni di massa (giugno-dicembre 1941);
- Ghettizzazione (1942 - marzo 1943);
- Soluzione finale (aprile 1943 - luglio 1944).

A differenza di altri paesi occupati dai nazisti in cui l'Olocausto fu operato gradualmente (limitando prima i diritti civili ebraici, poi concentrando gli ebrei nei ghetti e solo successivamente si procedette a spedirli nei campi di sterminio), le esecuzioni in Lituania iniziarono nei primi giorni di guerra. L'Einsatzkommando A entrò in Lituania un giorno prima dell'invasione della Wehrmacht per incoraggiare il processo di autopulizia. Secondo documenti tedeschi, il 25-26 giugno 1941, "circa 1.500 ebrei furono eliminati dai partigiani lituani. Molte sinagoghe ebraiche vennero bruciate; nelle notti seguenti furono uccise altre 2.300 persone". Le uccisioni funsero la giustificazione per radunare gli ebrei e metterli in ghetti al fine "proteggerli": nel dicembre 1941 a Kaunas ne rimanevano vivi 15.000 dopo che ne furono giustiziati 22.000: il totale ammontava a 137.346 uccisioni. Le esecuzioni furono eseguite in tre luoghi principali: a Kaunas (Nono Forte), a Vilnius (massacro di Ponary) e nelle foreste (Rollkommando Hamann). Si stima che l'80% degli ebrei lituani fosse stato ucciso prima o subito entro i primi mesi del 1942, molti da o con la complicità dei lituani organizzati in battaglioni di polizia. Alcune figure semite di spessore tentarono di rivolgersi al vescovo cattolico Vincentas Brizgys il quale, pur sostenendo di essere a favore della cessazione di quello spiacevole scenario, dichiarò altresì di non poter essere in grado di fare nulla.
I 43.000 ebrei sopravvissuti furono concentrati nei ghetti di Vilnius, Kaunas, Šiauliai e Švenčionys e fu loro coattivamente imposto di lavorare per l'industria bellica tedesca. Il 21 giugno 1943, Heinrich Himmler emise una nota con cui ordinava di liberare tutti i ghetti e trasferire i rimanenti ebrei nei campi di concentramento. Mentre il ghetto di Vilnius seguì tale direttiva, quelli di Kaunas e Šiauliai furono trasformati in campi di concentramento e furono attivi fino al luglio 1944, quando era in corso la ritirata. Gli ebrei rimanenti furono mandati nei campi di Stutthof (perlopiù donne), Dachau (perlopiù uomini) e Auschwitz. Altri sopravvissero trasferendosi nelle regioni più interne della Russia europea prima dello scoppio della guerra o sfuggendo ai ghetti e unendosi ai partigiani ebrei.
Il tasso di genocidio degli ebrei in Lituania raggiunse il 95-97%, attestandosi come uno dei più alti in Europa. Il risultato era dovuto perlopiù, con poche rilevanti eccezioni, alla diffusa cooperazione lituana con le autorità tedesche. Gli ebrei furono ampiamente accusati di aver consentito al regime sovietico di radicarsi (il mito del bolscevismo ebraico) e di aver permesso alle truppe sovietiche di oltrepassare i confini. La propaganda nazista operò sfruttando il sentimento antisovietico e predicando il tradizionale antisemitismo, per la verità già esistente. La condanna del governo provvisorio non tardò ad arrivare.

### Collaborazionismo

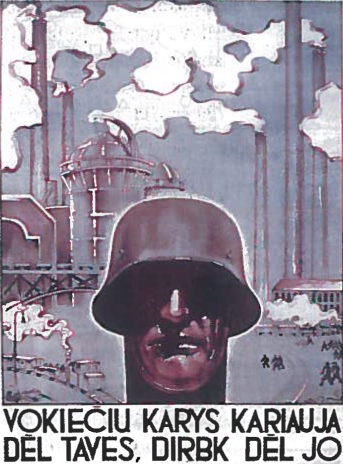
Messaggio propagandistico nazista in Lituania con testo in lituano che recita: "Il soldato tedesco sta combattendo per te, lavora per lui"

I lituani formarono diverse unità che aiutarono attivamente i tedeschi:
- Battaglioni della Polizia Ausiliaria Lituana: 26 battaglioni/13.000 uomini
- Battaglioni del Genio Lituano - 5 battaglioni/2.500 uomini
- Forze di Difesa Terrestre Lituane - 10.000-12.000 uomini
- Unità di Autodifesa: 3.000 uomini
- Distaccamento per la Protezione della Patria - 6.000 uomini

10 battaglioni di polizia lituani che lavoravano con l'Einsatzkommando nazista si macchiarono di omicidi di massa e si ritiene che il numero complessivo delle uccisioni sia almeno pari a 78.000.

### Resistenza

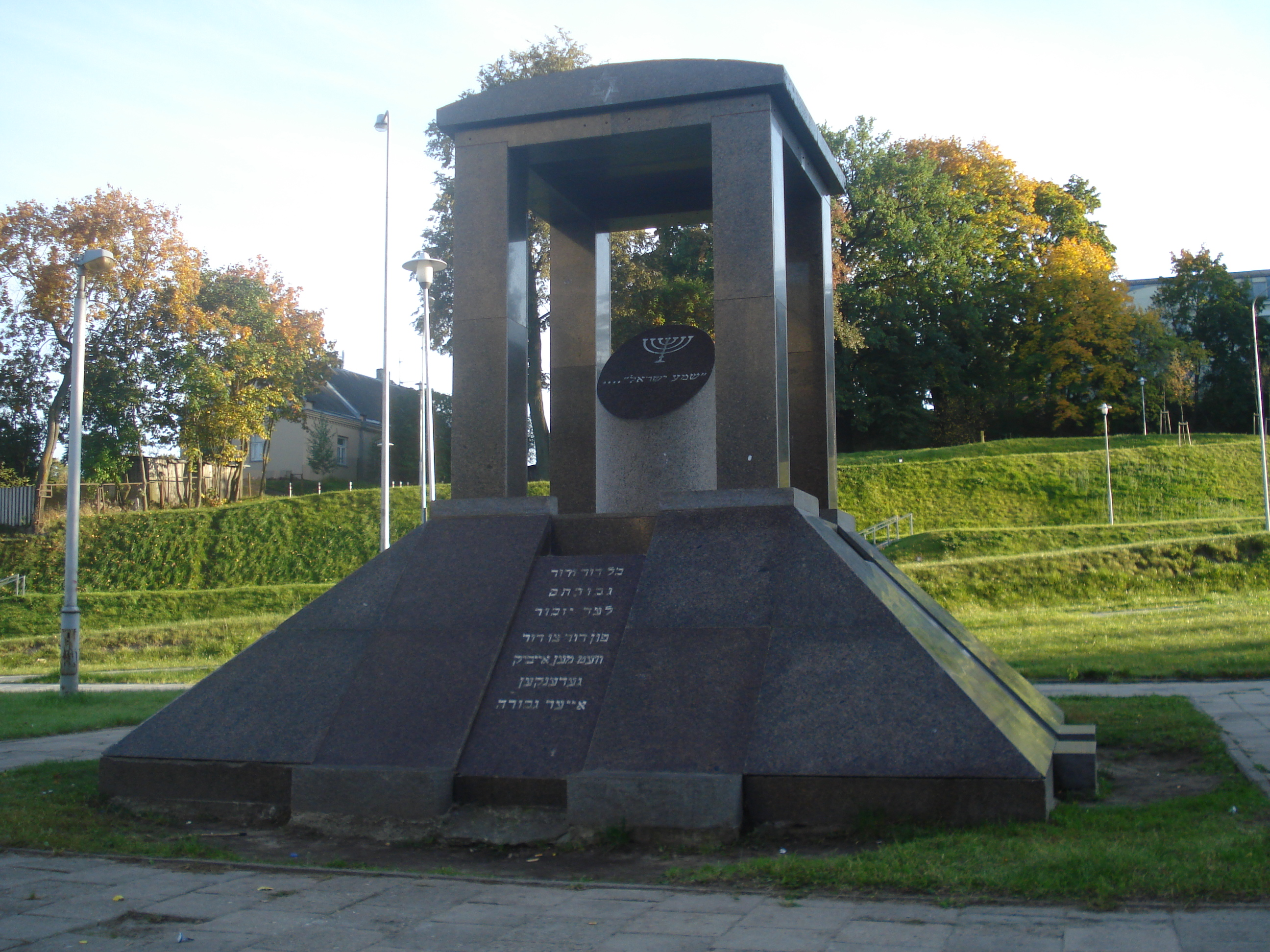
Un memoriale dell'Olocausto vicino al sito del campo di lavoro forzato HKP 562 in via Subačiaus, Vilnius

La maggior parte della resistenza antinazista in Lituania era composta da partigiani polacchi e da partigiani filo-sovietici. Entrambi iniziarono operazioni di sabotaggio e guerriglia contro le forze tedesche subito dopo l'invasione nazista del 1941 anche in altri Stati dell'Europa orientale. La più importante base operativa della resistenza polacca in Lituania era gestita, come altrove nella Polonia occupata, dall'ex Esercito nazionale (Armia Krajowa). Il comandante polacco della regione di Wilno (Vilnius) era Aleksander Krzyżanowski.
Le attività dei partigiani sovietici in Lituania furono coordinate sia dal comando del movimento lituano guidato da Antanas Sniečkus che dal comando centrale del movimento partigiano dell'URSS.
Anche i partigiani ebrei in Lituania ostacolarono i nazisti. Nel settembre 1943, l'Organizzazione partigiana unita, guidata da Abba Kovner, tentò di sollevare una rivolta nel ghetto di Vilna, e successivamente eseguì operazioni di sabotaggio e guerriglia. Nel luglio del 1944, nell'ambito della più grande Operazione Tempest, l'esercito nazionale polacco lanciò l'Operazione Ostra Brama nel tentativo di riconquistare l'odierna capitale lituana. Il governo del Paese baltico continuò ad agire in esilio nelle ambasciate negli USA e nel Regno Unito.
Nel 1943, diversi gruppi politici clandestinamente si unirono sotto il Comitato supremo per la liberazione della Lituania (Vyriausias Lietuvos išlaisvinimo komitetas o VLIK). Esso divenne attivo soprattutto al di fuori della Lituania grazie al lavoro di emigranti e deportati, ed riuscì a stabilire contatti con i paesi occidentali per ottenere supporto nelle operazioni di resistenza all'interno della Lituania (è il caso dell'Operazione Giungla). I rappresentanti del VLIK continuarono ad agire all'estero per molti anni pure dopo il conflitto.
Nel 1943, i nazisti tentarono di creare una divisione Waffen-SS formata dalla popolazione locale come avevano fatto in diversi altri Stati, ma a causa del vasto coordinamento tra i gruppi di resistenza, la mobilitazione fu boicottata. La Forza di difesa terrestre lituana (Lietuvos vietinė rinktinė) fu alla fine formata nel 1944, ma venne sciolta dai nazisti solo pochi mesi dopo per essersi rifiutata di subordinarsi al loro comando. I rapporti tra lituani e polacchi rimasero fugaci. Le tensioni prebelliche sulla regione di Vilnius innescarono una guerra civile su piccola scala tra polacchi e lituani. Unità lituane supportate dai nazisti, principalmente la Polizia segreta lituana, erano attive nella regione e aiutarono i tedeschi a reprimere la popolazione polacca. Nell'autunno del 1943, l'Armia Krajowa contrattaccò le unità lituane e uccise centinaia di poliziotti e altre persone senza alcun criterio distintivo basato su etnia o fede religiosa (trattavasi di bielorussi, ebrei, cattolici e ortodossi) durante la prima metà del 1944. Il conflitto culminò con massacri di civili nel giugno 1944 a Glitiškės (Glinciszki), dove morirono 39 ostaggi polacchi, e a Dubingiai, (Dubinki), dove per vendicarsi i polacchi fucilarono 37 lituani.

## Rioccupazione sovietica del 1944
L'Unione Sovietica rioccupò la Lituania come parte dell'offensiva baltica, un'operazione di duplice importanza sia dal punto di vista politico che militare per sconfiggere le forze tedesche e per "liberare i popoli baltici sovietici" nel 1944-1945.

## Perdite demografiche
La Lituania subì perdite significative durante la seconda guerra mondiale e il primo decennio postbellico. Gli storici hanno tentato di quantificare le perdite e i cambiamenti della popolazione, ma il compito è stato complicato dalla mancanza di dati precisi e affidabili. Non sono stati eseguiti censimenti da quello lituano del 1923 (quando si contavano 2.028.971 abitanti) a quello sovietico del 1959 (quando la Lituania aveva 2.711.000 residenti). Vari autori, pur fornendo diverse suddivisioni, generalmente concordano sul fatto che la riduzione della popolazione tra il 1940 e il 1953 fu di più di un milione di persone o un terzo della popolazione prebellica. Questo numero è stato estrapolato sulla base di tre fattori: vittime dell'Olocausto, vittime di repressioni sovietiche e rifugiati o rimpatriati.
| Periodo                                                 | Vaitiekūnas (2006) | Truska (2005) | Damušis (1990) | Zundė (1964) |
| ------------------------------------------------------- | ------------------ | ------------- | -------------- | ------------ |
| Prima occupazione sovietica (giugno 1940 – giugno 1941) | 161,000            | 76,000        | 135,600        | 93,200       |
| Occupazione nazista (giugno 1941 – gennaio 1945)        | 464,600            | 504,000       | 330,000        | 373,800      |
| ⇨ Uccisi durante l'Olocausto                            | 200,000            | 200,000       | 165,000        | 170,000      |
| ⇨ Rifugiati di guerra dalla regione di Klaipėda         | 150,000            | 140,000       | 120,000        | 105,000      |
| ⇨ Rifugiati di guerra dalla Lituania                    | 60,000             | 64,000        | 120,000        | 60,000       |
| ⇨ Altri                                                 | 54,600             | 100,000       | 45,000         | 38,800       |
| Seconda occupazione sovietica (gennaio 1945 – 1953)     | 530,000            | 486,000       | 656,800        | 530,000      |
| Totale                                                  | 1,155,600          | 1,066,000     | 1,122,600      | 997,000      |